# 乌拉盖管理区
乌拉盖管理区是内蒙古锡林郭勒盟的一个行政管理区。行使旗县功能。总面积5013平方公里，辖3个国有农牧场、1个建制镇，场镇下设4个社区，9个分场和9个嘎查村。总人口2.6万，其中蒙古族占28%。

## 历史
1960年，锡林郭勒盟行政公署在东乌珠穆沁旗建立乌拉盖国营机耕农场。扎格斯台、满都宝拉格两个公私合营牧场归其管辖。
1969年3月，乌拉盖牧场、哈拉盖图牧场、贺斯格乌拉牧场、宝格达山牧场组成北京军区内蒙古生产建设兵团第六师。
1975年12月，撤销内蒙古生产建设兵团，恢复国营农牧场体制。成立内蒙古自治区农牧场管理局乌拉盖分局。
1983年，乌拉盖农管分局下放锡林郭勒盟，改称锡林郭勒盟乌拉盖农牧场管理局。
1984年，改为政企合一的锡林郭勒盟牧工商联合公司乌拉盖联合分公司。
1985年，恢复乌拉盖农牧场管理局。
1993年2月，成立行使旗县管理职能的乌拉盖综合经济开发区，保留乌拉盖农牧场管理局。实行“一套人马、两块牌子”体制管理。
1995年，改为乌拉盖绿色产业开发区，保留乌拉盖农牧场管理局。
2004年，改为乌拉盖综合经济开发区，保留乌拉盖农牧场管理局。
2005年，改为乌拉盖管理区，保留乌拉盖农牧场管理局。

## 行政区划
乌拉盖管理区下辖1个镇、3个农牧场：
巴音胡硕镇、哈拉盖图农牧场、贺斯格乌拉农牧场和乌拉盖牧场。